# 格利泽725
斯特鲁维2398（英語：Struve 2398），也被称作Gl 725 A和Gl 725 B，是位于天龙座的一个双星系统。两颗星都是红矮星并显示出耀星的变化特征。它们的运转周期为大约295年，平均距离大约56天文单位，轨道离心率为0.70。
斯特鲁维2398是波罗的海德国人天文学家瓦西里·雅可夫列维奇·斯特鲁维的斯特鲁维双星星表中编号2398的天体。这位天文学家的名字以及相关的星体有时用一个希腊字母Σ表示。

## X射线源
格利泽725 A和B都是X射线源。